# 愛奧尼亞 (愛荷華州)
愛奧尼亞（英語：Ionia）是一個位於美國愛荷華州奇克索縣的城市。

## 地理
愛奧尼亞的座標為43°02′04″N 92°27′54″W / 43.03444°N 92.46500°W，而該地的平均海拔高度為350米（即1148英尺）。

## 人口
根據2010年美國人口普查的數據，愛奧尼亞的面積為1.42平方千米，當中陸地面積為1.42平方千米，而水域面積為0.00平方千米。當地共有人口291人，而人口密度為每平方千米204人。